# Xã Kings Prairie, Quận Barry, Missouri
Xã Kings Prairie (tiếng Anh: Kings Prairie Township) là một xã thuộc quận Barry, tiểu bang Missouri, Hoa Kỳ. Năm 2010, dân số của xã này là 971 người.